# Missionsseminar Neandertal
Das Missionsseminar Neandertal war von 1921 bis 1952 eine Schuleinrichtung in freikirchlicher Trägerschaft im Neandertal auf dem Gelände der ehem. Hellenbrucher Mühle (Honschaft Diepensiepen), eines Ortsteils der heutigen Stadt Mettmann in Nordrhein-Westfalen. Es wurde von den Siebenten-Tags-Adventisten getragen und betrieben.

## Geschichte
Am 1. September 1921 schloss das Ausflugslokal mit Fremdenzimmern „Hellenbrucher Mühle“. Das bekannte Vergnügungslokal war in den Jahren davor großzügig erweitert worden, musste jedoch durch die Wirtschaftskrise (Hyperinflation) und wirtschaftlichen Misserfolg den Betrieb einstellen. Zu diesem Zeitpunkt gelangt das gesamte Anwesen mit landwirtschaftlichem Betrieb durch Kauf in die Hände der Siebenten-Tags-Adventisten. Unter Leitung des Architekten Hans Marthe fanden Umbau- und Renovierungsarbeiten statt, sodass am 30. November 1921 der Seminarbetrieb begann. Die Schülerzahl begann mit 53 und stieg rasch auf 60 Schülerinnen und Schüler. Die Schülerinnen und Schüler stammten im Wesentlichen aus Westdeutschland, den Niederlanden und auch Belgien.
Im Rahmen der Theologischen Ausbildung wurden die Fächer unterrichtet wie: Deutsch, Englisch, Französisch, Latein, (Alt-)Griechisch, Mathematik, Bibelkunde, Pädagogik, Geschichte, Buchführung, Musik, Gesang und Gemeinschaftsordnung.
Als Abschlüsse konnten erworben werden:
- Prediger, nach vierjähriger Ausbildung,[1]
- Missionsarbeiterin / Missionsarbeiter (Kolporteur/-in / Buchevangelist/-in), nach zweijähriger Ausbildung.[1]

Für Mädchen und Frauen wurden Hauswirtschaftlehrgänge durchgeführt.
Der erste Seminardirektor, E. C. Witzke, galt als äußert erfahrener Leiter und Pädagoge sowie Philologe. Er war zuvor mehrere Jahre am Clinton German Seminary, Missouri / USA leitend tätig gewesen.
Unter dem zweiten Seminardirektor Wilhelm Michael wurde eine Schülerzahl von ca. 120 Schülerinnen und Schülern Ende der 1920er Jahre erreicht.
In den Sommerferien wurde das Seminar alljährlich als Erholungsheim genutzt.
Mit dem kurzzeitigen Verbot der Siebenten-Tags-Adventisten im November 1933 durch die NS-Regierung (1933–1945) kam der Seminarbetrieb praktisch zum Erliegen. Der Versuch des Schweizer Seminardirektors Heinrich Erzberger, die Liegenschaft als „Kurhaus Neanderheim“ weiter betreiben zu können, scheiterte durch die politischen Umstände. Auf Druck des NS-Regimes und lokaler NS-Größen musste die Liegenschaft der SA und später der Auslandsorganisation der NSDAP als Rückwanderungsheim „pachtweise“ überlassen werden.
Im Verlauf des Zweiten Weltkrieges wurde das Anwesen zunehmend als Flüchtlingsheim genutzt. Von 1945 bis 1948 wurden, nun in Trägerschaft vom Advent-Wohlfahrtswerk, über 500 Flüchtlinge hier betreut.
Der Seminarbetrieb setzte am 29. Mai 1948 wieder ein. Im Verlauf des Jahres 1951 kam es zu der administrativen Entscheidung der Freikirche, in der Bundesrepublik Deutschland nur noch eine theologische Ausbildungsstätte zu betreiben. Ab 1952 wurde die Marienhöhe (Darmstadt) alleinige Ausbildungsstätte der Siebenten-Tags-Adventisten, das Missionsseminar Neandertal stellte den Betrieb ein. Fortan wurde das Anwesen, in Trägerschaft vom Advent-Wohlfahrtswerk, als Seniorenheim betrieben.

## Leiter des Seminars
- Emil Charles Witzke (1873–1926), Seminardirektor 1921–1923[1]
- Curt Wilhelm Michael (1884–1945), Seminardirektor 1923–1928[1]
- Heinrich Erzberger (1884–1953), Seminardirektor 1928–1934[1]
- Johannes Schwital, Seminardirektor 1948 bis 1952[1]

## Publikationen
Zu den regelmäßig erscheinenden Publikationen zählten
- Dein Neandertal

## Bekannte Absolventen
- Erwin Bauermann (1898–1962), Missionar
- Walter Heinrich Eberhardt (1902–1980), Seminardirektor, Kirchenhistoriker
- Rudolf Reider (1904–1973), Missionar, Leiter des Goethe-Instituts in Ghana und Kenia
- Klaas Tilstra (1897–1985), Missionar